# Strell (Sankt Wolfgang)
Strell ist ein Gemeindeteil von St. Wolfgang im oberbayerischen Landkreis Erding.

## Lage
Die Einöde Strell liegt 2,3 Kilometer südwestlich des Rathauses von Sankt Wolfgang in der Gemarkung Lappach.

## Bevölkerungsentwicklung
Um 1871 gab es in Strell sechs Einwohner. Im Mai 1987 lebten dort zwei Einwohner in einem Wohngebäude.
| Jahr      | 1871 | 1987 |
| Einwohner | 6    | 2    |